# Félix Gaiffe
Félix Gaiffe (* Januar 1874 in Besançon; † 28. September 1934 in Nizza) war ein französischer Romanist und Theaterwissenschaftler.

## Leben und Werk
Gaiffe war Gymnasiallehrer in Verdun, Lons-le-Saunier, Grenoble, Besançon, Lyon und Paris. Er habilitierte sich mit den Thèses Le drame en France au XVIIIe siècle (Paris 1910, 1970, Genf 2011) und
(Hrsg.) Thomas Sébillet, Art poétique françoys 1548 (Paris 1910, 1932, 1973, 1988). 1926 wurde er an der Sorbonne Maître de conférences, 1934 ordentlicher Professor für Theatergeschichte, erlag aber kurz darauf einem Herzinfarkt.

## Weitere Werke
- L'Envers du grand siècle. Étude historique et anecdotique, Paris 1924, 1928
- Le mariage de Figaro, Paris 1928
- Le rire et la scène française, Paris 1931, Genf 1970, 2011
- (mit anderen) Grammaire Larousse du XXe siècle, Paris 1936

Gaiffe gab ferner mehrere Stücke von Michel-Jean Sedaine heraus.